# Neochavesia weberi
Neochavesia weberi är en insektsart som först beskrevs av John Wyman Beardsley 1970. 
Neochavesia weberi ingår i släktet Neochavesia och familjen ullsköldlöss. Artens utbredningsområde är Guyana. Inga underarter finns listade i Catalogue of Life.